# MD4
MD4 es un algoritmo de resumen del mensaje (el cuarto en la serie) diseñado por el profesor Ronald Rivest del MIT. Implementa una función criptográfica de hash para el uso en comprobaciones de integridad de mensajes. La longitud del resumen es de 128 bits. El algoritmo ha influido diseños posteriores, tales como el MD5, el SHA o el RIPEMD-160.
Ciertas debilidades en MD4 fueron demostradas por Den Boer y Bosselaers en un documento publicado en 1991. Muchos de los diseños posteriores de resumen del mensaje basados en él siguen siendo seguros, en el sentido que no se ha publicado ningún ataque eficaz contra ellos.
En agosto del año 2004, unos investigadores divulgaron la generación de colisiones de hash en MD4 usando "cálculo a mano".